# Incertesa
La incertesa és l'estat de falta de seguretat sobre el coneixement, caracteritzat pel dubte. La incertesa es refereix a situacions epistèmiques que impliquen informació imperfecta o desconeguda. S'aplica a prediccions d'esdeveniments futurs, a mesures físiques o a allò desconegut. La incertesa sorgeix en entorns parcialment observables i/o estocàstics, així com per ignorància, indolència o ambdós. És present en diversos àmbits, incloent la filosofia, física, estadístiques, economia, finances, psicologia, sociologia, enginyeria, meteorologia, ecologia i ciències de la informació.
Pot ser objectiva (hi ha raons que impedeixen estar segur d'una afirmació o esdeveniments, sigui per manca d'informació, perquè encara no s'ha produït o altres) o subjectiva (malgrat les dades, l'individu no sap com actuar, usualment s'aplica a l'ètica). La incertesa sobre el rumb d'un afer porta al risc, prendre qualsevol decisió és arriscada perquè pot aparèixer l'atzar o un canvi de direcció no desitjat que alteri les condicions inicials previstes. Diversos models matemàtics miren d'analitzar la incertesa i limitar-la, per exemple per guiar la inversió en borsa. La incertesa ha motivat l'aparició de teories en epistemologia amb l'objectiu d'erradicar-la, com el mètode de Descartes.
En la filosofia occidental, el primer filòsof a adoptar la incertesa va ser Pirró d'Elis, donant lloc a les filosofies hel·lenístiques del pirronisme i de l'escepticisme acadèmic, les primeres escoles de l'escepticisme filosòfic. L'aporia i l'acatalèpsia representen conceptes clau de l'antiga filosofia grega quant a la incertesa.